# 2010년 서울국제여성영화제
제12회 서울국제여성영화제는 2010년 4월에 개최된 영화제이다. 신촌 아트레온극장에서 개최되었으며 사회자는 추상미이다.

## 수상 및 후보

### 최우수상
- 나를 믿어줘 - 김진영 수상

### 우수상
- 바캉스 - 백주은 수상
- 거울과 시계 - 이원우 수상

### 관객상
- 행복한가요? - 정혜은 수상

### 극영화 아트레온상
- 두 번의 결혼식과 한 번의 장례식 - 김조광수 수상
- 다큐멘터리 옥랑문화 수상작
- 레드 마리아 - 경순 수상
- 두 개의 선 - 지민 수상

### 극영화 관객인기상
- 두 번의 결혼식과 한 번의 장례식 - 김조광수 수상

### 다큐 관객인기상
- 나는 루저일까 - 김조영현 수상

### NAWFF상
- 여행자 - 우니 르콩트 수상

### 아이틴즈 대상
- 쇼핑몰의 소녀들 - 카타르지나 로수아니에츠 수상

### 여성신문상
- 블레시드 - 아나 코키노스 수상
- 아시아 단편경선
- 그 후 - 최현영
- 행복한가요? - 정혜은
- 나를 믿어줘 - 김진영
- 울음 - 황선숙
- 12월 25일 - 노아 에렌버그
- 디플로마 - 야엘 카얌
- 먼지 아이 - 정유미
- 보고 싶어요 - 조수진
- 심심한 여자 - 최영림
- 끼니 - 옥민아
- 거짓말 - 임오정
- 거울과 시계 - 이원우
- 파마 - 이란희
- 구경 - 김한결
- 씨실과 날실 - 프리얀카 차브라
- 경주여행 - 김지현
- 전회 - 프라르타나 모핸
- 바캉스 - 백주은
- 출퇴근 오디세이 - 권수민

### 새로운 물결
- 아제미치 댄스 - 후미에 니시카와
- 크랙 - 조던 스콧
- 데저트 플라워 - 쉐리 호만
- 땅의 여자 - 권우정
- 피시 차일드 - 루시아 푸엔조
- 별이 빛날 때 - 리사 시베
- 내 잘못이 아니야 - 아나이 베르네리
- 뜨개질 - 인리촨
- 루르드 - 예시카 하우스너
- 쇼핑몰의 소녀들 - 카타르지나 로수아니에츠
- 오르가즘 주식회사 - 엘리자베스 캐너
- 파주 - 박찬옥
- 경 - 김소영
- 비전 - 마가레테 폰 트로타
- 우리는 모드족이다 - E.E. 캐시디
- 백인의 것 - 클레어 드니
- 안나 이야기 - 닌커 에이싱크
- 1848년의 빈을 위한 발라드 - 파스칼 오스터발더
- 복제 도시 - 데니스 하우저
- 꿈 - 지에 아라이
- 코끼리들 - 샐리 피어스
- 파라다이스 입장료 3유로 20센트 - 에디스 스타우버
- 하.키 - 이리즈 파보
- 아모스 클라인의 박하사탕 - 유리 크라노트 외 1명
- 내 안의 작은 나 - 아메네 에슬라미
- 단 하나뿐! - 울라 클롭프
- 노란 봉투 - 델핀 헤르만

### 퀴어 레인보우
- 빈의 대담한 여자들 - 카타리나 람페르트 외 1명
- 시티 오브 보더스 - 윤 서
- 올빼미들 - 쉐릴 더니
- 내 여자친구의 커밍아웃 - 헤더 토빈
- 파로에서 온 내 친구 - 나나 노일
- 톱 쌍둥이 자매 - 리안 풀리
- 아리아 디바 - 아그네츠카 스모친스카
- 커밍아웃 여행 - 사포
- 이탈 - 김유리

### 쟁점들
- 블레시드 - 아나 코키노스
- 귀향 - 안선경
- 구글 베이비 - 지피 브랜드 프랭크
- 디 언러브드 - 사만다 모튼
- 엄마를 돌봐줘 - 피트 오머스 외 1명

### 오픈 시네마
- 기프트 호스 - 카이 베셀
- 키롯 - 대니 레너
- 마더 - 봉준호
- 탱고 싱어 - 디에고 마르티네즈 비그나티

### 여성 영화제작 프로젝트
- 안나의 꿈 - 사라
- 문을 열다 - 허윤희
- 은순씨 민들레 꽃 피우다 - 김귀정
- 남편과 나 - 마리테스
- 마음에 싹 틔우기 - 김영숙
- 헷갈린다 - 이운실 외 2명
- 5해와 2해 - 김진경
- 엄마 마음 따뜻해요 - 소피아
- 당신에겐 내가 필요해 - 레네스 S. 세뇨
- 익산 여성들 카메라 들다 - 배수경

### 아시아 스펙트럼
- 친타 - 삼마리아 시만준딱
- 자밀라와 대통령 - 라트나 사룸빠엣
- 공유하는 사랑 - 니아 디 나타
- 사람들은 나를 원숭이라 부른다 - 제나르 마헤사 아유
- 모래의 속삭임 - 난 트리베니 아크나스
- 위태로운 삶: 홍콩의 연인들 - 아니 에마 수산띠
- 위태로운 삶: 중국인 묘지 - 우쿠 아구스틴
- 거의 다 왔어 - 아리아니 다르마완
- 수기하르티 할림 - 아리아니 다르마완

### 트랜스미디어스케이프
- 그린 데이즈 - 하나 마흐말바프
- 남자 없는 여자 - 쉬린 네샷
- 변신이야기 제16권 - 송상희
- 미리, 블로그, 집 - 카트리네 필프
- 힘의 관계 - 살라 튀캐
- 사하라 연대기 - 우르술라 비이만
- 뜻밖의 응답 - 정은영
- 보이는 목소리, 들리는 이미지 - 린다 치우-한 라이

### NAWFF 서울 2010
- 여행자 - 우니 르콩트
- 당신의 죽음 앞에서 - 쉬 후이-루
- 붉은 점 - 마리 미야야마
- 차룰라타의 못다한 이야기 - 상기타 파드마나반